# Kølle (våben)
 For alternative betydninger, se Kølle. (Se også artikler, som begynder med Kølle)
Kølle (af oldn. kylfa, opr. 'træstykke med klump') er et knusende våben udviklet af trækøllen og er formodentlig et af de ældste af alle våben. En primitiv form er en baculum (lat. for 'stok', 'knippel'). Allerede i stenalderen begyndte man at udvide rækkevidde og slagkraft ved hjælp af runde eller hammerformede hoveder af sten.

## Vikingetid og middelalder
I 1000-tallet blev køllen benyttet som kommandostav eller befalingsmandstegn for biskoppen (Bayeuxtapetet). Fodfolk har haft kortskaftede køller med rosetformet slaghoved. 
Siden 1200-tallet er køllen kortskaftet med hoved af bronze eller jern med eller uden indslåede pigge og har en bedre virkning mod rustningen end andre våben. En kortskaftet stridsplejl er en kølle, hvor hoved og skaft er forbundet med en kæde. 
I 1300-tallet fortrængte hjelmknuseren andre former. Et metalhoved med seks til otte skarpe lameller er lettere end andre køller, men har en effektiv virkning mod panserrustning. I sidste halvdel af 1500-tallet, da pladerustningen gik af brug, benyttes den også som befalingsmandstegn (marskalstav).

## Symbol
Køllen er et symbol for styrke og mandighed. Den var attribut for adskillige guder og helte, fx græske Herakles og Theseus, kanaanæiske Baal og keltiske Dagda.
I Danmarks rigsvåben har de to skjoldholdende vildmænd en kølle i hånden. 
I udpræget slang bruges “kølle” som synonym for “penis”.
I dag anvendes køller (knipler) som politivåben.